# هربارتية
الهربارتية (بالإنجليزية: Herbartianism) هي فلسفة وحركة وطريقة تعليمية تعتمد بشكل فضفاض على الفكر التربوي للمعلم الألماني يوهان فريدريك هربارت، وكان لها تأثير على أصول التدريس في المدارس الأمريكية في أواخر القرن التاسع عشر حيث كان المجال يتجه نحو علم التعليم. دعا هيربارت إلى التعليم الذي يقدم أفكارًا جديدة في خطوات منفصلة. وبعد حوالي ربع قرن من وفاته، توسعت أفكار هيربارت في مدرستين فكريتين ألمانيتين تم تجسيدهما فيما بعد في الطريقة المستخدمة في مدرسة الممارسة في ينا، والتي اجتذبت التربويين من الولايات المتحدة. تم استبدال الهربارتية لاحقًا بطرائق تربوية جديدة، مثل تلك الخاصة بجون ديوي.